# Yervand Zakarian
Pour les articles homonymes, voir Zakarian.
Yervand Zakarian (en arménien Երվանդ Զախարյան), né le 14 mai 1946, est un ancien maire d'Erevan, la capitale de l'Arménie. Il a été choisi par le président arménien Robert Kotcharian en 2003. Son mandat s'est achevé le 4 mars 2009.